# Сохоцин (гміна)
Гміна Сохоцин (пол. Gmina Sochocin) — місько-сільська гміна у центральній Польщі. Належить до Плонського повіту Мазовецького воєводства.
Станом на 31 грудня 2011 у гміні проживало 5946 осіб.
Статус з сільської на місько-сільську змінено 1 січня 2021 року.

## Площа
Згідно з даними за 2007 рік площа гміни становила 119.67 км², у тому числі:
- орні землі: 67.00%
- ліси: 27.00%

Таким чином, площа гміни становить 8.65% площі повіту.

## Населення
Станом на 31 грудня 2011:
| Опис     | Загалом | Загалом | Чоловіки | Чоловіки | Жінки | Жінки |
| -------- | ------- | ------- | -------- | -------- | ----- | ----- |
| одиниця  | осіб    | %       | осіб     | %        | осіб  | %     |
| все      | 5946    | 100     | 2958     | 49.75    | 2988  | 50.25 |
| міське   | 0       | 100     | 0        |          | 0     |       |
| сільське | 5946    | 100     | 2958     | 49.75    | 2988  | 50.25 |

## Сусідні гміни
Гміна Сохоцин межує з такими гмінами: Бабошево, Ґліноєцьк, Йонець, Нове Място, Ойжень, Плонськ, Сонськ.